# فيرا تشاسلافسكا
فيرا تشاسلافسكا (Věra Čáslavská)‏ (3 مايو 1942 - 30 أغسطس 2016) هي لاعبة أولمبية لرياضة الجمباز من تشيكوسلوفاكيا. شاركت في الأولمبياد الصيفي في 1960–1968، وفازت بما مجموعه 11 ميدالية.

## الميداليات
| ذهب | فضة | برونز | المجموع |
| 7   | 4   | 0     | 11      |